# Hydrelia percandidata
Hydrelia percandidata là một loài bướm đêm trong họ Geometridae.